# 大隅郡
- 令制国一覧 > 西海道 > 大隅国 > 大隅郡
- 日本 > 九州地方 > 鹿児島県 > 大隅郡

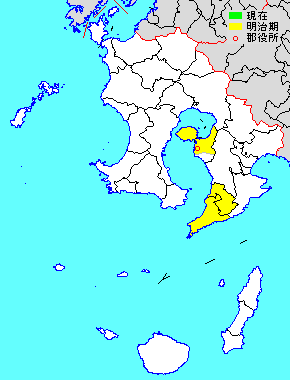
鹿児島県大隅郡の位置

大隅郡（おおすみぐん）は、鹿児島県（大隅国）にあった郡。

## 郡域
1879年（明治12年）に行政区画として発足した当時の郡域は、下記の区域にあたる。
- 鹿児島市の一部（桜島）
- 垂水市の大部分（牛根境・新城を除く）
- 肝属郡錦江町・南大隅町の全域

## 歴史

### 古代
713年の大隅国設置当初から存在した4郡のひとつである。当時の郡域は菱田川・肝属川下流域から鹿児島湾にかけての大隅半島中央部に及んでいたものの、禰寝院（荘園）などの分立により中世には本郡の名称は見られなくなる。
和名類聚抄（承平年間、930年代）には郡内に7郷存在したと記されている。正確な位置関係は不明であるが、『角川日本地名大辞典』では以下の場所を候補に挙げている。
- 人野郷（ひとの） - 現在の垂水市。曽於郡にも同名の郷が存在した。
- 大隅郷（おおすみ） - 現在の志布志市・大崎町東部・曽於市大隅町月野
- 謂列郷（いなみ） - 現在の曽於市末吉町南部
- 姶﨟郷（あいら） - 現在の鹿屋市吾平町
- 禰寝郷（ねじめ） - 現在の錦江町西部・南大隅町北部（旧大根占町・根占町）
- 大阿郷（おおあ） - 現在の鹿屋市南西部（1941年までの大姶良村）
- 岐刀郷（きと） - 現在の曽於市大隅町・鹿屋市輝北町。姶羅郡にも同名の郷が存在した。

### 近世以降の沿革
所属町村の変遷は北大隅郡#郡発足までの沿革、南大隅郡#郡発足までの沿革をそれぞれ参照
- 「旧高旧領取調帳」の記載によると、明治初年時点では全域が薩摩鹿児島藩領であった[4]。（43村）
  - 後の北大隅郡域（1郷・18村） - 桜島郷
  - 後の南大隅郡域（5郷余・25村） - 垂水郷、田代郷、大根占郷、小根占郷、佐多郷および牛根郷の一部
- 明治4年7月14日（1871年8月29日） - 廃藩置県により鹿児島県の管轄となる。
- 明治12年（1879年）2月17日 - 郡区町村編制法の鹿児島県での施行により、行政区画としての大隅郡が発足。「垂水郡役所」が管轄。
- 明治20年（1887年）5月9日 - 大隅郡のうち桜島郷の区域をもって北大隅郡が、残部の区域をもって南大隅郡がそれぞれ発足[5]。同日大隅郡廃止。